# Lola, érase una vez
Lola, érase una vez es una telenovela mexicana producida por Pedro Damián para Televisa en 2007. Adaptación de la telenovela argentina de Cris Morena Floricienta y basada en el cuento La Cenicienta de Charles Perrault. 
Protagonizada por Eiza González y Aarón Díaz; con las participaciones antagónicas de Grettell Valdez y Lorena Herrera y con las actuaciones estelares de Tiare Scanda, Beatriz Moreno, Zoraida Gómez, Natasha Dupeyrón, Alberto Agnesi, Eddy Vilard, Luis Gerardo Méndez, Violeta Isfel, Octavio Ocaña y los primeros actores Blanca Sánchez y Enrique Rocha.
Se estrenó originalmente el 26 de febrero de 2007 por el Canal de las Estrellas, con críticas generalmente positivas y buenos resultados de audiencia. Pero los productores de Televisa decidieron tomar la decisión de finalizar su emisión por Canal de las Estrellas, con la finalidad de cambiar la telenovela de canal, la razón por la cual tomaron está decisión se debió a que la serie está dirigida a un público juvenil e infantil. La telenovela continuó el 19 de marzo de 2007 por Canal 5.

## Sinopsis
La historia trata sobre Lola (Eiza González), una chica soñadora que un día se encuentra con Alexander (Aarón Díaz), cabeza de la familia Von Ferdinand, que le ofrece trabajo como ayudante de la institutriz en la mansión Von Ferdinand. En la mansión vive también Montserrat (Lorena Herrera) y su hija Carlota (Grettell Valdez) quienes le hacen la vida imposible a Lola, y los hermanos menores de Alexander quienes toman cariño rápidamente.

## Elenco
- Eiza González - Dolores Pescador Valente / Dolores Santodomingo Valente "Lola"
- Aarón Díaz - Alexander Von Ferdinand
- Grettell Valdez- Carlota Santodomingo Torres-Oviedo
- Lorena Herrera - Montserrat Torres-Oviedo Vda. de Santodomingo
- Zoraida Gómez - Rafaela Santodomingo Torres-Oviedo
- Tiare Scanda - Milagros Ramos
- Natasha Dupeyrón - Marion Von Ferdinand
- Eddy Vilard - Archibaldo Von Ferdinand
- Derrick James - Marcus Von Ferdinand
- Octavio Ocaña - Otto Von Ferdinand
- Juan Luis Arias - Boris Von Ferdinand
- Viviana Ramos - Blanca Chávez
- Luis Gerardo Méndez - Damián Ramos "Bataca"
- Juan Acosta - Danilo "Facha"
- Violeta Isfel - Gabriela "Gaby" Miranda
- Beatriz Moreno - Petra Sigrid Von Beethoven
- Rubén Cerda - Oscar Antonio "Antonino"
- Salvador Zerboni - Gonzalo Iglesias
- Alberto Agnesi - Patrick Luvier
- Patricio Borghetti - Máximo Augusto “El Conde”
- José Luis Moctezuma - Bertin
- Teresa Ruiz - Jazmín Romero
- Diana Golden - Samira Romero
- Ninel Conde - Darrlyn Hollt
- Renata Flores - Francisca Garcia "Doña Pancha" / Selma
- Amairani - Sandra Espinosa
- Roberto Assad - Chacho Ramos
- Victoria Díaz - Mercedes Velasco
- Víctor Alfredo Jiménez - Salvador Menéndez
- Alejandra Jurado - Cándida Ortiz
- Alejandro Peraza - Raúl Ramos
- Alejandro Nones - Waldo López
- Juan Ríos Cantú − Eduardo Pescador
- José Carlos Femat - Manfred Von Ferdinand
- Renato Bartilotti - Claudio Bonilla
- Javier Herranz - Joaquín Romero Torres Oviedo
- Francisco Avendaño - Edmundo Velasco
- Isaura Espinoza - Éther Holbein
- Ana Isabel Meraza - Lina Macedo
- Manolo Royo - Lorenzo Casablanca
- Arturo Barba - André Gutiérrez
- Jacqueline Voltaire - Monique Fauve
- Oscar Traven - William Fauve
- Miguel Ángel Santa Rita - Gael Juaréz
- Manola Diez - Amel Von Ferdinand
- Aitor Iturrioz - Richard
- Sergio DeFassio - Evaristo
- Juan Ríos Cantú - Eduardo Pescador
- José María Negri - Licenciado Uriel  Saldívar Menéndez
- José Carlos Femat - Manfred Von Ferdinand
- Karla Cossío - Paloma Casablanca
- Ingrid Schwebel - Valentina Sotomayor
- Juan José Ulloa - Fernando
- Carlo Guerra - Diego Velasco
- Eleazar Gómez - Adrián
- Alan Estrada - Nicolás
- Anna Fomina - Lucía Freire
- Aldo Gallardo - Gastón
- Georgina Salgado - Mirtha
- Héctor Norman - Morgan
- Karen Sandoval - Jazmín Maurette
- Antonio Sainz - Jorge "Chucky"
- Karla Luengas - Marcela Ramos/Dolores Valente Pescador
- Leonardo Unda - Bertín
- Polly - Pita del Villar
- Alan Gutiérrez - Julio
- Armando Hernández - Canguro
- Werner Bercht - Luiggi Von Ferdinand
- Isamar Martínez - Dominic Fauve
- Steph Bumelcrownd - Marina Chávez
- Jessman - Fantasma
- Esperanza Aragón - Hija de Lola y Alexander
- Anneliese Asunsolo - Matilde Espinosa
- Alonso Parra Velázquez - Axel Von Ferdinand
- Violeta Sandez Castillo - Roberta Valente Pescador
- Enrique Rocha - Excelsior Maximus
- Altaír Jarabo - Catherine
- Maite Perroni - La Nueva Cenicienta / Ella misma formando parte de la banda RBD
- Blanca Sánchez - Nilda Lobo de Santo Domingo
- Anabel Gutiérrez - Madre de Montserrat
- Lourdes Canale - Helena García
- Lisardo - Franks
- Polo Ortín - Funks
- Abraham Stavans - Ernesto
- Isabel Madow - Gretell García
- Beatriz Morayra -  Amante de Raúl
- Daniel Saragoza - Herverd Von Ferdinand
- Iris Pocket - Vicenta Torres-Oviedo
- David del Real - Camarógrafo
- Felipe Nájera - Abogado interventor
- RBD - Ellos mismos

## Premios y nominaciones

### Premios TVyNovelas 2008
| Categoría                | Nominado(a)   | Resultado | Ref.  |
| ------------------------ | ------------- | --------- | ----- |
| Mejor actriz revelación  | Eiza González | Ganadora  | [ 8 ] |
| Mejor actuación infantil | Octavio Ocaña | Ganador   | [ 8 ] |

### Premios Bravo 2008
| Categoría              | Nominado(a)   | Resultado | Ref.  |
| ---------------------- | ------------- | --------- | ----- |
| La Revelación Femenina | Eiza González | Ganadora  | [ 9 ] |